# Chilomys carapazi
Chilomys carapazi és una espècie de mamífer rosegador de la família dels cricètids. És endèmic dels vessants occidentals dels Andes del nord de l'Equador, on viu a una altitud d'uns 2.350 msnm. El seu hàbitat natural són els boscos montans. Es tracta del representant més gros del gènere Chilomys, amb una llargada de cap a gropa d'uns 95 mm. Té el pelatge dorsal marró i el ventral de color gris fumat. Fou anomenat en honor del ciclista equatorià Richard Carapaz Montenegro.